# エキュメニカル総主教
エキュメニカル総主教（ギリシア語: Οἰκουμενικὸς Πατριάρχης, 英語: Ecumenical Patriarch）は正教会のコンスタンディヌーポリ総主教の称号のひとつ。正教会における名誉上の最高の地位を表す。

## 概要
エキュメニカルはギリシア語「オイクメノス」に由来し、全地・既知世界の総体を意味する。全地総主教とも世界総主教とも訳されるが、定着した翻訳語は現在のところ存在していない。なお、日本ハリストス正教会では「エキュメニカル」(Ecumenical)に「全地」の訳をあてている事から、これに準拠すれば訳語は全地総主教となる。